# Hausener Wand (Natur- und Landschaftsschutzgebiet)
Das Natur- und Landschaftsschutzgebiet Hausener Wand liegt auf dem Gebiet der Gemeinde Bad Überkingen in Baden-Württemberg.

## Kenndaten
Bereits am 9. August 1937 entstand durch Sammelverordnung des Landratsamts Geislingen ein Landschaftsschutzgebiet, das unter anderem die Hauserner Wand beinhaltete. Durch Verordnung des damaligen Regierungspräsidiums Nordwürttemberg vom 8. November 1971 entstand dann das Naturschutzgebiet. Diese Verordnung wurde im Gesetzblatt für Baden-Württemberg am 23. Juni 1972 veröffentlicht und trat anschließend in Kraft. Der CDDA-Code des Naturschutzgebiets lautet 81839  und entspricht der WDPA-ID. De Verordnung des Landratsamts Geislingen von 1937 trat insoweit außer Kraft, als sie die Flache des NSG betraf. Das Landschaftsschutzgebiet besteht noch auf kleineren Restflächen von 16 Hektar.

## Lage
Die Schutzgebiete liegen zwischen Bad Überkingen und seinem Ortsteil Hausen. Sie gehören sowohl zum FFH-Gebiet Nr. 7423-342 Filsalb als auch zum Vogelschutzgebiet Nr. 7422-441 Mittlere Schwäbische Alb. Sie gehören zu den Naturräumen 094-Mittlere Kuppenalb und 101-Mittleres Albvorland innerhalb der naturräumlichen Haupteinheiten 09-Schwäbische Alb und 10-Schwäbisches Keuper-Lias-Land.

## Schutzzweck
Wesentlicher Schutzzweck des Naturschutzgebietes ist die Erhaltung und der Schutz des komplexen und in seiner Eigenart einmaligen Landschaftsausschnittes eines historischen Bergsturzes, der von herausragender geologischer und wissenschaftlicher Bedeutung ist. Der Schutz gilt außerdem den Felsbiotopen mit typischer Felsvegetation und der daran angepassten Fauna und den naturnah ausgeprägten Kalk-Buchen-, Eichen-Hainbuchen- und Steppenheide-Eichenwäldern mit angrenzenden wärmeliebenden Saumgesellschaften sowie den Wacholderheiden, den mageren Wiesen und Obstwiesen, den Feuchtwiesen und den Hecken und Gehölzen am Hangfuß. Wesentlicher Schutzzweck des Landschaftsschutzgebietes ist die Sicherung von ökologisch notwendigen Ergänzungsräumen für das Naturschutzgebiet.